# David Singmaster
David Breyer Singmaster (Ferguson, 1939-13 de febrero de 2023) fue un profesor de matemáticas británico de la London South Bank University.

## Carrera investigadora y docente
Se describía a sí mismo como metagrobólogo, alguien que se dedica al estudio de los rompecabezas mecánicos. Era famoso por la creación de la notación para el cubo de Rubik, donde las caras vienen referidas por letras mayúsculas. El profesor tenía una inmensa colección de puzles mecánicos y libros de acertijos. También se interesaba por la historia de los ordenadores y la combinatoria.

## Libros
- Notes on Rubik's magic cube, David Singmaster. Enslow Pub Inc, 1981. ISBN 0-89490-043-9.
- Handbook of Cubik Math, David Singmaster y Alexander Frey. The Lutterworth Press, 1987. ISBN 0-7188-2555-1.
- Rubik's Cube Compendium, Editado por David Singmaster Oxford University Press, 21 de abril de 1988. ISBN 0-19-853202-4.